# 第12施設大隊
第12施設大隊（だいじゅうにしせつだいたい、JGSDF 12th Engineer Battalion(Combat)）は、陸上自衛隊新町駐屯地（群馬県高崎市）に駐屯していた第12師団隷下の施設科部隊で2001年（平成13年）3月27日に廃止され第12施設中隊へ縮小改編された。

## 概要
2001年（平成13年）3月に第12師団の旅団化に伴い、第12施設中隊に改編された。さらに2013年（平成25年）3月には第12施設隊へと改編された。
第12施設隊
隊長は2等陸佐が充てられ本部班、補給班、2個の施設小隊および渡河器材小隊からなる。旅団施設隊は、作戦過程の全局面にわたり、特有の施設技術能力を発揮して、各種の施設作業（障害の構成・処理、交通、渡河建築等）および測量、施設科目品（地雷、障害資材、地図等）の補給を担任し、旅団諸部隊の行動を支援する戦闘部隊で、必要応じ普通科部隊に準ずる戦闘を行う任務を有する。第12施設隊は、第12旅団司令部の施設課長を兼任する。

## 沿革
第12師団第12施設大隊
- 1962年（昭和37年）1月18日：第12師団編成により、第12施設大隊が古河駐屯地において編成完結。編成完結後、新町駐屯地へ移駐。

- 2001年（平成13年）3月26日：第12施設大隊（新町駐屯地）が廃止。

第12旅団第12施設中隊
- 2001年（平成13年）3月27日：第12師団の旅団化に伴い、第12施設中隊へ新町駐屯地で縮小改編。

第12旅団第12施設隊
- 2013年（平成25年）3月26日：第12施設中隊（新町駐屯地）が第12施設隊に改編。

## 部隊編成
- 第12施設隊本部
  - 本部班
  - 補給班
- 第1施設小隊
  - 小隊本部
  - 第1分隊
  - 第2分隊
  - 器材班
- 第2施設小隊
  - 小隊本部
  - 第1分隊
  - 第2分隊
  - 器材班
- 渡河器材小隊

車両の部隊表示は、全て「12施」

### 第12施設大隊廃止時の部隊編成
- 第12施設大隊本部
- 本部管理中隊「12施-本」
- 第1施設中隊「12施-1」
- 第2施設中隊「12施-2」
- 第3施設中隊「12施-3」

| 代 | 氏名     | 在任期間              | 出身校・期          | 主な後職                         |
| -- | -------- | --------------------- | ------------------- | -------------------------------- |
| 1  | 山次惟貞 | 1962.1.18 - 1963.9.30 | 陸士51期・ 陸大59期 | 陸上自衛隊施設学校長、 第3師団長 |
| 2  | 大関正弘 | 1963.10.1 - 1965.3.15 |                     |                                  |
| 3  | 大塚忠男 | 1965.3.16 - 1967.7.16 |                     |                                  |
| 4  | 細川修   | 1967.7.17 - 1971.3.15 |                     |                                  |
| 5  | 大山博司 | 1971.3.16 - 1973.7.15 |                     |                                  |
| 6  | 宇野誠隆 | 1973.7.16 - 1975.7.15 |                     |                                  |
| 7  | 木村厚生 | 1975.3.16 - 1977.3.15 |                     |                                  |
| 8  | 石塚崇市 | 1977.3.16 - 1979.7.31 |                     |                                  |
| 9  | 金塚行雄 | 1979.8.1 - 1981.7.31  |                     |                                  |
| 10 | 村井義典 | 1981.8.1 - 1983.7.31  |                     |                                  |
| 11 | 小林正男 | 1983.8.1 - 1985.8.7   |                     |                                  |
| 12 | 三宅誠八 | 1985.8.8 - 1988.3.15  |                     |                                  |
| 13 | 柴崎征   | 1988.3.16 - 1990.7.31 |                     |                                  |
| 14 | 宮津秀一 | 1990.8.1 -            |                     |                                  |

## 主要装備
- 07式機動支援橋